# Trận Custoza (1848)
Trận Custoza, còn viết là Trận Custozza hay Trận Custoza lần thứ nhất, diễn ra từ ngày 24 cho đến ngày 25 tháng 7 năm 1848 trong cuộc Chiến tranh giành độc lập Ý lần thứ nhất giữa quân đội Đế quốc Áo dưới quyền Thống chế Joseph Radetzky von Radetz, và Vương quốc Sardegna do vua Carlo Alberto của Piedmont trực tiếp chỉ huy. Trận đánh diễn ra rất ác liệt, trong đó quân đội hai bên chịu tổn thất phân nửa binh lực của mình, và chấm dứt với thắng lợi quyết định của người Áo, góp phần củng cố vị thế của họ trên đất Ý. Với chiến thắng của mình ở Custoza, Radetzky đã cứu vãn Đế quốc Áo khỏi nguy cơ tan rã, đồng thời cổ vũ các lực lượng phản cách mạng xoay chuyển tình hình châu Âu trong cơn bão cách mạng năm 1848.
Tuy rằng quân Sardinia đã chiến đấu quả cảm và Alberto đóng cứ ở vùng núi đồi, trận đánh này thể hiện tài năng của Radetzky vượt xa Alberto và góp phần làm nên thanh danh của Radetzky,. Đồng thời, với tính chất hủy diệt, trận Custoza được xem là đỉnh cao của những chiến thắng của ông tại Ý - vốn được xem là một chiến dịch phòng vệ tuyệt vời - cũng như là một trong những thắng lợi lớn của Quân đội Áo. Trong ngày đầu, ông đột phá trung quân Áo và sang ngày thứ hai thì ông đánh tan tác toàn bộ quân Sardinia, dù rằng ông đã 82 tuổi. Tài cầm quân của ông đã gây cho người Áo phấn khởi đến mức mà nhà soạn nhạc Johann Strauss I đã sáng tác bản "Hành khúc Radetzky" nổi tiếng để tôn vinh Radetzky cùng với trận thắng này.
Trận Custozza đã cho thấy hiệu quả của chiến thuật tấn công bằng lưỡi lê của các đạo quân đa dân tộc nhà Habsburg, được bố trí theo đội hình hàng dọc. Sau thất bại thê lương, quân Sardinia rút chạy về Milano và bị đội quân hùng mạnh của Radetzky truy sát. Chiến thắng vẻ vang tại Custoza đã tạo điều kiện cho quân Áo chiếm giữ Milano và Lombardy. Người Sardinia phải ngừng bắn với Áo, trước khi Alberto một lần nữa lâm chiến và bị Radetzky đánh bại trong trận Novara (1849).